# Georgius Deodatus
Georgius Deodatus Damascenus (arménsky: Գևորգ Աստվածատուր Դամասկոսցի, Gevorg Astvacatur Damaskosci, 2. pol. 17. stol., Damašek – 1740, Praha), známý též jako Jiří Deodat, Jiří Bohdan Damašský či Gorgos Hatalah il Demški, byl arménský obchodník a spisovatel, který založil počátkem 18. století první kavárnu v Praze.

## Život
Narodil se v Damašku rodičům arménsko-křesťanského vyznání, pravděpodobně někdy ve 2. polovině 17. století. Jeho otec byl zámožným obchodníkem a roku 1690 vyslal Deodata v obchodních záležitostech do severní Afriky. Deodat zde několik let působil v Káhiře a Tripolisu, posléze se vrátil do vlasti, kde se mimo jiné vzdělával v italštině. V roce 1698 podnikl cestu do Říma, kde se učil latinsky a po čase přestoupil ke katolicismu. Byl ve spojení s antiochijským patriarchou Ignácem Petrem, s nímž se domlouval na účasti v místní misii, avšak plán překazilo zavraždění patriarchy a aleppského arcibiskupa Turky. Roku 1704 cestoval Deodat do Vídně, kde se neúspěšně pokoušel podnikat. Odtud se přesunul do Prahy, kde se káva dosud prodávala pouze v lékárnách, a založil zde první kavárnu. Zpočátku nabízel vařenou kávu v pražských ulicích, díky velké oblibě brzy získal měšťanské právo a otevřel kamennou kavárnu v domě u Kornovů v Liliové ulici (dnes U zlatého hada). V Praze se oženil a stal se otcem tří dětí.
Je i autorem několika spisů, vesměs s náboženskou a mravoučnou tematikou.

## Dílo
- Proverbium Arabicum: Men amanak la tachunoh Vamen chanak la tamenoh; id est: Qui fidei tuae se committit, fidem serva et qui fidem frangit, cave ne fidas: Sapiens Magnati Consilium, ut idoneum filio provideat fidumque praefectum, in quodem facto animadversum, quod Tripoli etc. contigit et antea fuit Arabico descriptum idiomate (1712)
- Speculum veritatis, sive sive colloquium inter Hebräum et Georgium Deodatum Damascenum, nunc civem Pragensem (1714)
- Der wahre Weegweiser ist die Forcht Gottes etc.: Pure Wahrheit, das ist, Erklährung des Kupferstichs, welcher sich in diesem Büchlein befindet, zu Störkung der Einfältigen Christen in dem wahren christlichen Glauben, absonderlich der neugetaufften etc. etc. damit sie leicht capiren, dass die Römisch-Catolische Christen nicht Figuren und Bilder etc. etc. sondern den wahren, mächtigen und barmherzigen Gott Adonay etc. etc. allein loben preysen und anbethen (1719)
- Kurtze Vorstellung und Erklärung derer drei vornehmsten in der ganzen Welt befindlichen Glauben. Nemlich des Christlichen, Jüdischen und Mohametanischen (1734)

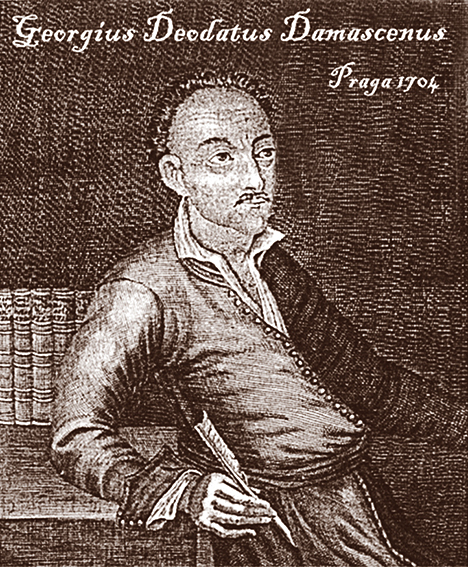
Deodatus - dobová rytina (1704)
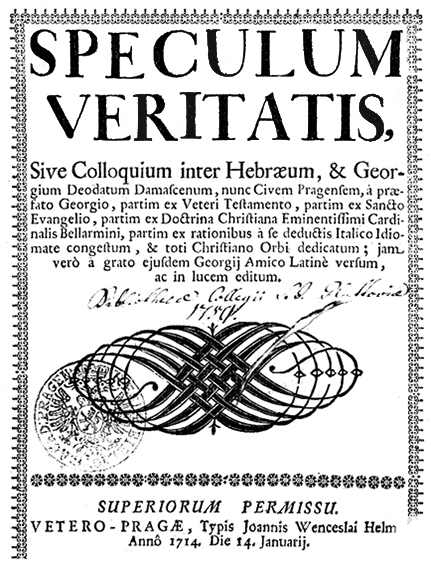
Titulní strana spisu Speculum Veritatis (1714)